# La Xarxa

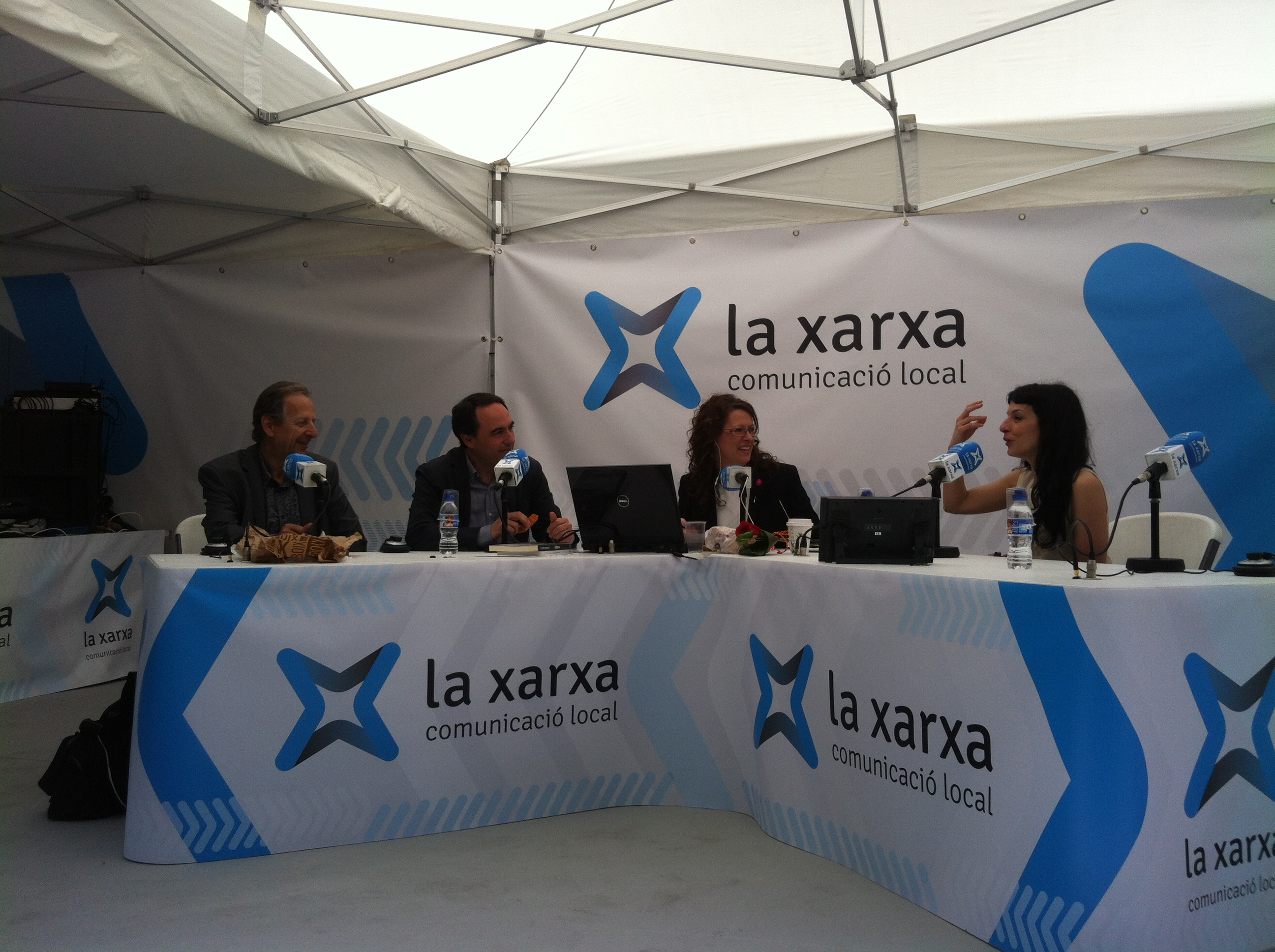

La Xarxa de Comunicació Local es una plataforma multimedia de apoyo al audiovisual local que tiene como objetivos dar respuesta a las necesidades del sector y contribuir a su dinamización creada en octubre de 2012 por la Diputación de Barcelona. Trabaja en coordinación directa con los medios de comunicación locales adheridos ( 48 televisiones y 135 radios locales), para quien pone a disposición un amplio catálogo de servicios. El principal es la oferta de contenidos, que se diseña conjuntamente con los medios adheridos con el propósito de incentivar al máximo la coproducción con todos ellos. Un criterio de actuación que pretende, por una parte, aumentar la visibilidad de los contenidos audiovisuales locales, distribuyéndolos al conjunto de medios adheridos y ampliar así la audiencia potencial; y, por otro, estimular económicamente el sector.
La XAL también coordina la Xarxa Televisions (canal 159 de Movistar +), un canal plural que da el máximo protagonismo a los contenidos de las 48 televisiones locales del país priorizando la proximidad y la singularidad. El canal 159 de Movistar + ofrece programación 24 horas al día, 7 días a la semana, 365 días al año.
La oferta de contenidos pivota sobre la información, la divulgación y el entretenimiento.La Xarxa coordina buena parte de los canales de proximidad, poniendo al alcance de todos los adheridos la cobertura informativa de todo el territorio a tiempo real. Juegan un papel importante los magacines en directo de tele: ‘Ben trobats’, ‘1món.cat ', ' Connecti.cat ‘ y de radio ‘La tarde‘ cuatro ventanas a la cultura y el patrimonio del país, realizados por y con las televisiones y las radios adheridas. El deporte también está muy presente, en una apuesta decidida por la cobertura de las disciplinas y categorías locales y comarcales, que generan mucho interés y que habitualmente no cuentan con grandes soportes de difusión.
No faltan tampoco las retransmisiones en directo de grandes eventos culturales como FiraTàrrega, Gala de los Premis Butaca, Canet Rock, el Mercat de Música Viva de Vic ... así como de las fiestas populares más destacadas y series de relevancia como Comtes, Perseguits i Salvats, ciclo de Jazz, etc. Se ofrecen contenidos con acento local hechos por medios del territorio que se hacen eco de lo que pasa en los municipios y que se pueden ver en directo o a la carta. Contenidos que se distribuyen por diferentes vías para que los medios locales elijan cuándo y cómo los quieren emitir.